# Kutuh (Kintamani)
Kutuh is een bestuurslaag in het regentschap Bangli van de provincie Bali, Indonesië. Kutuh telt 1146 inwoners (volkstelling 2010).